# Štrekljevec
Štrekljevec – wieś w Słowenii, w gminie Semič. W 2018 roku liczyła 114 mieszkańców.